# Ibrahima Konaté
Ibrahima Konaté, född 25 maj 1999, är en fransk fotbollsspelare som spelar för engelska Liverpool och Frankrikes landslag.

## Klubbkarriär
Konaté gjorde sin Ligue 2-debut för Sochaux den 7 februari 2017 i en 1–0-förlust mot Auxerre.
I juni 2017 värvades Konaté av tyska RB Leipzig, där han skrev på ett femårskontrakt. I januari 2019 förlängde han sitt kontrakt fram till 30 juni 2023.
Den 28 maj 2021 värvades Konaté av Liverpool som betalade 35 miljoner pund för honom.

## Landslagskarriär
I november 2022 blev Konaté uttagen i Frankrikes trupp till VM 2022.

## Meriter

### Liverpool
- FA-cupen: 2022
- Engelska Ligacupen: 2022, 2024
- Community Shield: 2022
- Premier league 2024/2025